# Весілля Бетсі
Весілля Бетсі (англ. Betsy's Wedding) — американська кінокомедія 1990 року режисера Алана Алди.

## Сюжет
Бетсі Гоппер і Джейк Ловелл збираються одружитися і провести скромну весільну церемонію. У справу втручаються батьки молодих. Батько Бетсі, Едді — будівельник з невисокими доходами, а ось батьки нареченого — люди вельми заможні. Щоб не зганьбитися, Едді змушений позичити грошей у свого свояка Оскара, пов'язаного з мафіозі. За це Едді повинен працевлаштувати племінника мафіозі Стіва Ді. В результаті відбувається знайомство мафіозо Стіва і сестри нареченої — співробітниці поліції Конні, яке пробуджує між ними почуття. Тим часом підготовка до весілля остаточно заплутується в спробах поєднати непоєднуване. Сім'ї нареченого і нареченої мають єврейське та італійське коріння, крім того церемонію слід провести в традиціях вегетаріанства й агностицизму.

## У ролях
| Актор                | Роль                       |
| -------------------- | -------------------------- |
| Алан Алда            | Едді Гоппер                |
| Джої Бішоп           | містер Гоппер, батько Едді |
| Медлін Кан           | Лола Гоппер                |
| Ентоні Лапалья       | Стіві Ді                   |
| Кетрін О'Хара        | Глорія Геннер              |
| Джо Пеші             | Оскар Геннер               |
| Моллі Рінгуолд       | Бетсі Гоппер               |
| Еллі Шіді            | Конні Гоппер               |
| Берт Янг             | Джорджі                    |
| Джулі Бовассо        | бабуся                     |
| Ніколас Костер       | Гаррі Ловелл               |
| Бібі Беш             | Ненсі Ловелл               |
| Ділан Волш           | Джейк Ловелл               |
| Семюел Лірой Джексон | диспетчер таксі            |